# Shō Suzuki
Shō Suzuki (jap. 鈴木 翔, Suzuki Shō; * 20. April 1990 in Sapporo) ist ein japanischer Skispringer.

## Werdegang
Suzuki gab sein internationales Debüt im März 2007 im japanischen Yamagata. Auf der Zaō-Schanze sprang er auf einen durchwachsenen 24. Platz. Ein Jahr später sprang er in Sapporo bei zwei FIS-Springen in Sapporo auf nur mittelmäßige Plätze. Zurück im FIS-Cup gelang Suzuki dort der im Januar 2009 der erste Sieg in Harbin.
Bei den Nordischen Junioren-Skiweltmeisterschaften 2009 in Štrbské Pleso startete Suzuki mit der Mannschaft und erreichte den sechsten Platz im Teamspringen. Im September 2009 startete er erstmals im Skisprung-Continental-Cup. Dabei landete er bereits im zweiten Springen im Alpensia Jumping Park in Pyeongchang als 20. in den Punkterängen. Jedoch blieb ihm ein fester Platz im B-Kader weiterhin verwehrt.
Im Januar 2011 kam Suzuki in Sapporo erneut zum Einsatz im Continental Cup und sprang erneut in die Punkteränge. Bei der folgenden Winter-Universiade 2011 im türkischen Erzurum verpasste Suzuki nach Rang 12 auf der Großschanze von der Normalschanze als Vierter nur knapp eine Medaille. Wenige Tage später gewann er im Teamspringen gemeinsam mit Shōtarō Hosoda und Yūmu Harada die Goldmedaille.
Zur Saison 2011/12 wechselte Suzuki schließlich fest in den B-Kader und startete ab November 2011 fest im Continental Cup. Bei seinem ersten internationalen Springen außerhalb Asiens in Engelberg gelang ihm als 27. auf Anhieb der Sprung in den zweiten Durchgang und auch erneut der Gewinn von Continental-Cup-Punkten. Nachdem er im Januar 2012 in Sapporo erstmals unter die besten 15 sprang, bekam er einen Startplatz zum fünf Tage später auf gleicher Schanze stattfindenden Springen im Skisprung-Weltcup. Als 30. der Qualifikation gelangte er ohne Schwierigkeiten in den Wettbewerb, schied dabei aber als 46 bereits im ersten Durchgang aus.
Im August 2012 trat er in Courchevel zum Sommer-Grand-Prix an und erreichte als 12. erstmals deutlich eine Platzierung in der Weltspitze bei einem A-Klasse-Springen. In Hakuba gewann er sogar die Qualifikation und erreichte schließlich im Springen mit Rang acht sein bis dahin bestes Ergebnis. Nach weiteren erfolglosen Starts in Klingenthal, Almaty und Hinzenbach beendete er den Sommer-Grand-Prix auf Rang 40 der Gesamtwertung.
Im Januar 2013 kam Suzuki in Sapporo erneut im Weltcup zum Einsatz. Dabei verpasste er im zweiten Springen als 32. die Punkteränge nur knapp. Beim Sommer-Grand-Prix 2013 gelangen ihm wie ein Jahr zuvor erneut guten Platzierungen. So erreichte er mit 20 Punkten am Ende Rang 65 der Gesamtwertung.
Wegen hoher Leistungsdichte im japanischen Team bekam Suzuki zur Saison 2013/14 keinen festen Platz im A- oder B-Kader. Sein erster Einsatz war im Januar 2014 beim Continental-Cup-Springen in Sapporo. Dabei konnte er jedoch nur in einem der beiden Springen als 30. einen Continental-Cup-Punkt gewinnen.

## Erfolge

### Grand-Prix-Platzierungen
| Saison | Platz | Punkte |
| ------ | ----- | ------ |
| 2012   | 40.   | 54     |
| 2013   | 65.   | 20     |